# Strandplevier
De strandplevier (Anarhynchus alexandrinus) is een waadvogel uit de familie van de plevieren (Charadriidae).

## Kenmerken

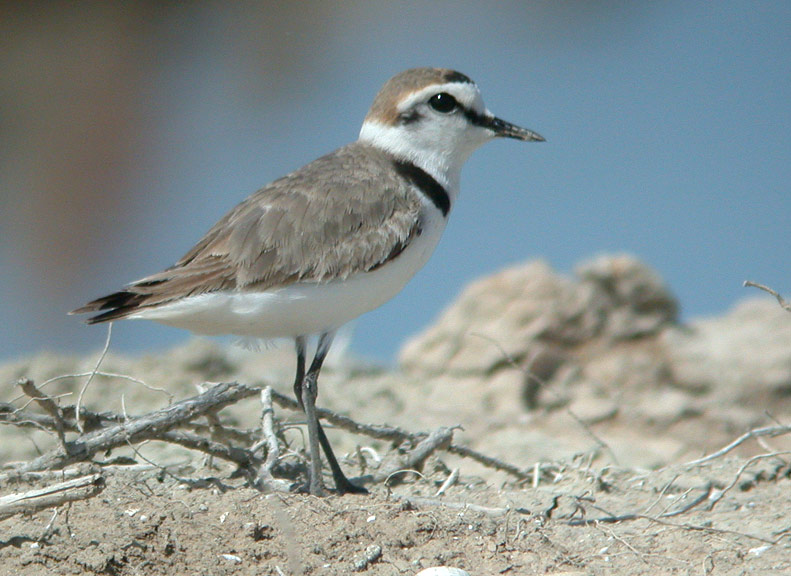
Strandplevier op broedlocatie in Cádiz

De vogel is 15 tot 17 cm lang; het verenkleed is aan de onderzijde vuilwit en aan de bovenzijde grijsbruin. Verder heeft de vogel relatief lange zwarte poten, een zwarte, vrij dunne snavel en een witte kop. Bij het mannetje zijn op de hals en op de rode kruin een zwarte oogvlek en zwarte vlekken zichtbaar. Wat bij het mannetje zwart en rood is, is bij het vrouwtje grijsbruin.

## Leefwijze
Het voedsel bestaat uit insecten, spinnen, wormpjes, slakken en kreeftjes.

## Voortplanting
Het legsel bestaat uit twee tot vier bruingevlekte, zandkleurige eieren.

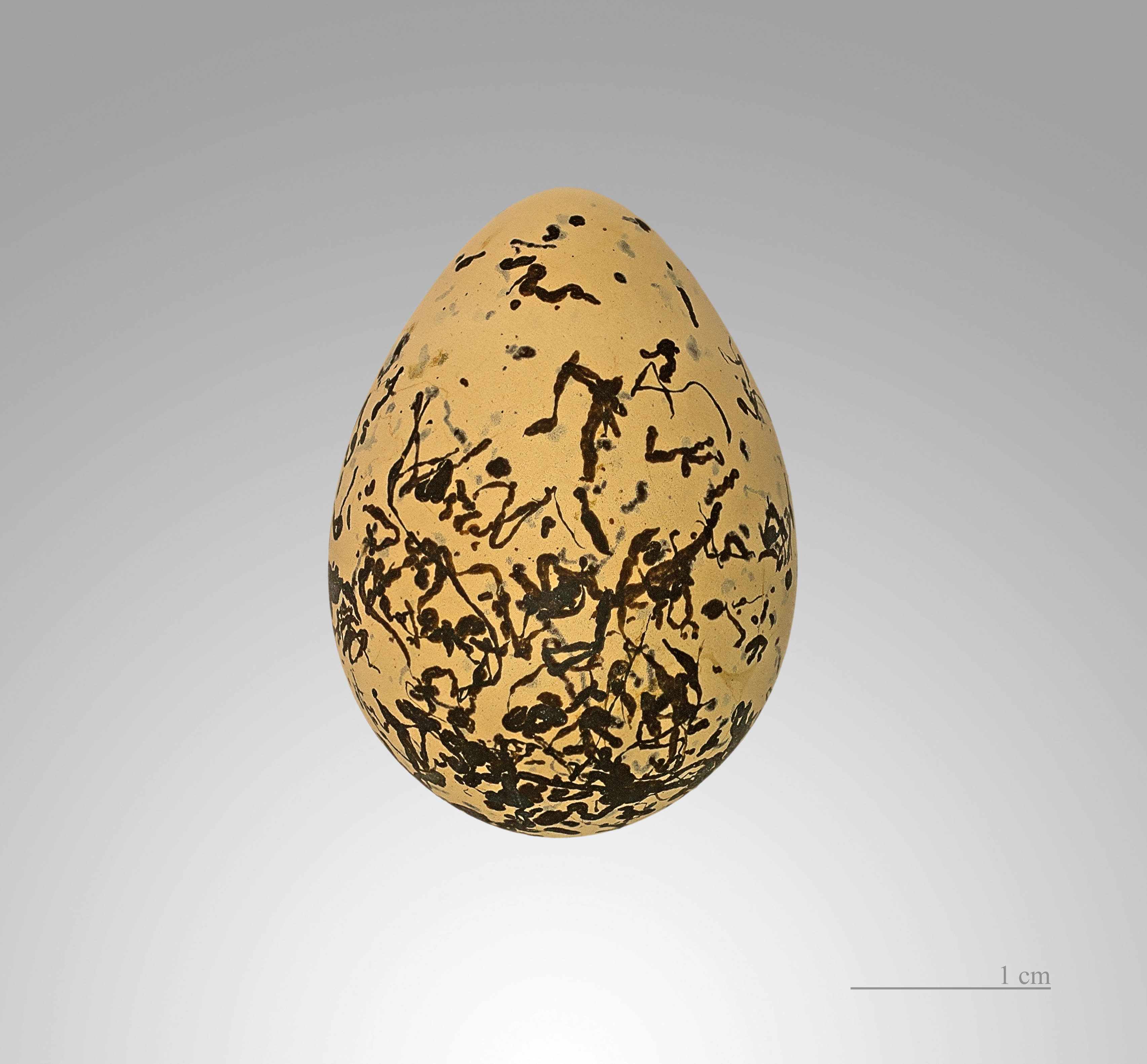
Ei

## Verspreiding
Het is een broedvogel van steppegebieden en zandkusten van Europa en Azië. In Noord-, Zuid- en Midden-Amerika komt een ondersoort voor die volgens de IOC World Bird List een aparte soort is, de Amerikaanse strandplevier (Anarhynchus nivosus). In Europa is het voornamelijk een broedvogel van kustgebieden met een voorkeur voor zandstranden.

## Ondersoorten
Er zijn drie ondersoorten:
- Anarhynchus alexandrinus alexandrinus (West-Europa, Noord-Afrika tot in Noord-China)
- A. a. nihonensis (Zuidoost-Rusland, Oost-China, Korea, Japan en Taiwan)
- A. a. seebohmi (Zuid-India, Sri-Lanka)

## Status in Nederland en België
In Nederland en België zijn strandplevieren alleen in het broedseizoen aan te treffen. 's Winters trekken ze naar het zuiden. Rond 1950 waren mogelijk nog 1000 broedparen in Nederland. In 1992 werd dit aantal geschat op 435.
Volgens SOVON daalde in de periode 1990-2011 het aantal broedparen gestaag en ook het aantal waarnemingen buiten de broedtijd. Rond 2007 broedden er nog 270 tot 320 paar in Nederland.
De strandplevier is in 2004 als bedreigd op de Nederlandse rode lijst gezet. De soort staat ook op de Vlaamse rode lijst als ernstig bedreigd.

## Status mondiaal
De strandplevier heeft een groot verspreidingsgebied en daardoor is de kans op de status kwetsbaar (voor uitsterven) gering. De grootte van de populatie is in 2015 geschat op 100.000-500.000 volwassen individuen. De strandplevier gaat overal in aantal achteruit. Echter, het tempo ligt onder de 30% in tien jaar (minder dan 3,5% per jaar). Om deze redenen staat deze plevier als niet bedreigd op de Rode Lijst van de IUCN. De soort valt wel onder de bescherming van het AEWA-verdrag.

## Video
- Foeragerende strandplevier

- Sake P. Roodbergen (redactie) Kieviten en Plevieren; Ljippen en Wilsters (Wijdemeer 2013 (Sake P. Roodbergen blz 62-65)